# Râul Jhelum
Râul Jhelum (în sanscrită वितस्ता, în hindi झेलम, în punjabă ਜੇਹਲਮ, în urdu دریاۓ جہلم) este un râu din India și Pakistan. Este cel mai vestic râu dintre cele cinci ale regiunii Punjab. Izvorăște din Munții Himalaya, de pe teritoriul indian al statului Jammu și Kashmir. Se îndreaptă spre NV și intră în regiunile Jammu și Kashmirul pakistanez. Se varsă apoi spre S, unificându-se cu râul Chenab, după un traseu de 725 Km. Se consideră a fi vestitul râu Hydaspes, menționat de Arrian, istoricul lui Alexandru cel Mare, și Bidaspes, menționat de Ptolemeu.